# Orsa Grönklitt
Orsa Grönklitt är en rekreationsanläggning. Den är belägen i Orsa kommun i Dalarna.
I anläggningen finns utöver en sedvanlig konferensavdelning, camping, stugby, fritidshusområde och även ett antal skidbackar samt spår för längdskidor. Platsen är kanske mest känd för Björnparken, senare ändrat till Orsa Rovdjurspark, en djurpark som fanns i området. Rovdjursparken lades ned hösten 2022.
Anläggningen är belägen på berget Grönklitt. Från dess topp 561 m ö.h. och 400 meter över Orsasjön är utsikten mycket vidsträckt.